# Saint-Edmond-les-Plaines
Saint-Edmond-les-Plaines è un comune del Canada, situato nella provincia del Québec, nella regione di Saguenay-Lac-Saint-Jean.